# الذئاب الصغيرة (فلم)
الذئاب الصغيرة (بالإنجليزية: The Little Foxes) هو فيلم دراما تم إنتاجه في الولايات المتحدة وصدر في سنة 1941. الفيلم من إخراج وليام يلر.

## طاقم التمثيل
- بيت ديفيس

## وصلات خارجية
- مقالات تستعمل روابط فنية بلا صلة مع ويكي بيانات

1. ↑  "The Little Foxes: Detail View". American Film Institute. مؤرشف من الأصل في 2017-12-16. اطلع عليه بتاريخ 2014-04-13.
2. ↑  IMDB. "The Carol Burnett Show (1967–1978) Episode #9.8". مؤرشف من الأصل في 2017-02-10. اطلع عليه بتاريخ 2017-08-22.
3. ↑  "Article: The Little Foxes", Turner Classic Movies. Retrieved: August 20, 2012. نسخة محفوظة 17 يونيو 2017 على موقع واي باك مشين.